# Cimetière de Villetaneuse
Ne doit pas être confondu avec Cimetière intercommunal des Joncherolles.
Le cimetière communal de Villetaneuse, est un des deux cimetières de la commune de Villetaneuse en Seine-Saint-Denis, avec le cimetière intercommunal des Joncherolles.

## Historique
Le cimetière communal ne reçoit plus de nouvelles sépultures.

## Description
Sur une surface de 0,6 hectare, le cimetière compte 519 tombes. Le cimetière comporte un carré militaire formé de deux rangées de cinq tombes et d'un monuments aux morts en forme d'obélisque. On y a aussi transféré les restes d'un soldat français inhumé dans un champ.